# Nhật thực 9 tháng 3, 2016

Bản đồ nhật thực

Một đợt nhật thực toàn phần diễn ra vào ngày 8-9 tháng 3 năm 2016. Nếu nhìn từ phía đông của đường đổi ngày quốc tế (ví dụ từ Hawaii), nhật thực diễn ra vào ngày 8 tháng 3 (giờ địa phương) và các nơi khác vào ngày 9/3.
Nhật thực toàn phần xảy ra khi đường kính biểu kiến của Mặt Trăng lớn hơn của Mặt Trời và đường dẫn rõ ràng của Mặt trời và Mặt trăng giao nhau, ngăn chặn tất cả ánh sáng mặt trời trực tiếp và biến ánh sáng ban ngày thành bóng tối; mặt trời xuất hiện là màu đen với một vầng hào quang xung quanh nó. Nhật thực toàn phần xảy ra ở một con đường hẹp trên bề mặt Trái Đất, với nhật thực một phần nhìn thấy được trên một khu vực rộng ngàn km2 xung quanh khu vực. Nhật thực toàn phần của ngày 8-9 tháng 3 năm 2016 đã có độ sáng biểu kiến 1,0450 có thể nhìn thấy trên một khu vực Thái Bình Dương, mà bắt đầu ở Indonesia, và kết thúc ở phía bắc Thái Bình Dương.
Nhật thực toàn phần đã được nhìn thấy rõ ràng ở nhiều vùng của Indonesia, bao gồm cả Trung Sulawesi và Ternate, nhưng bị che khuất bởi đám mây che phủ ở Palembang, thành phố lớn nhất trên con đường nhật thực toàn phần. Nhật thực trùng với Nyepi, một ngày nghỉ lễ ở Indonesia và kết thúc của lịch saka Bali. Bởi vì Nyepi là bình thường một ngày im lặng, người Hồi giáo ở Bali đã được phép đặc biệt để tham dự lễ cầu nguyện đặc biệt trong quá trình nhật thực.

## Đường đi nhật thực
Ngày 9 tháng 3 năm 2016, một khu vực rộng lớn của Thái Bình Dương, bao gồm Indonesia, Malaysia, phần lớn của khu vực Đông Nam Á và Australia, đã chứng kiến nhật thực một phần. Nhật thực toàn phần xảy ra ở Indonesia và trung tâm Thái Bình Dương, bắt đầu từ lúc mặt trời mọc trên đảo Sumatra và kết thúc vào lúc hoàng hôn phía bắc của Hawaii. Trong Đông Thái Bình Dương, nhật thực toàn phần kéo dài hơn 4 phút.
Trong hầu hết các khu vực của Ấn Độ và Nepal, mặt trời mọc một phần bị che khuất, và phần lớn Đông Á đã chứng kiến hơn 50% nhật thực một phần.
Thành phố lớn nhất trên đường đi nhật thực toàn phần là Palembang ở miền nam Sumatra (423 km (263 dặm) từ Jakarta và 478 km (297 dặm) từ Singapore). 
| Vị trí                                                             | Bắt đầu giai đoạn nhật thực một phần | Bắt đầu toàn phần | Kết thúc toàn phần | Kết thúc nhật thực toàn phần | Múi giờ  | Độ lớn |
| ------------------------------------------------------------------ | ------------------------------------ | ----------------- | ------------------ | ---------------------------- | -------- | ------ |
| Palembang, Sumatra, Indonesia                                      | 06:20:29                             | 07:20:48          | 07:22:41           | 08:31:27                     | UTC+7h   | 1.032  |
| Jakarta, Java, Indonesia                                           | 06:19:51                             | chỉ một phần      | chỉ một phần       | 08:43:41                     | UTC+7h   | 0.907  |
| Palu, Sulawesi, Indonesia                                          | 07:27:51                             | 08:37:47          | 08:39:52           | 10:00:34                     | UTC+8h   | 1.038  |
| Ternate, các đảo Maluku, Indonesia                                 | 08:36:03                             | 09:51:40          | 09:54:19           | 11:20:50                     | UTC+9h   | 1.041  |
| Kuala Lumpur, Malaysia                                             | 07:24:22                             | chỉ một phần      | chỉ một phần       | 09:31:00                     | UTC+8h   | 0.831  |
| Singapore                                                          | 07:23:01                             | chỉ một phần      | chỉ một phần       | 09:32:54                     | UTC+8h   | 0.889  |
| Manila, Philippines                                                | 07:51:14                             | chỉ một phần      | chỉ một phần       | 10:14:20                     | UTC+8h   | 0.566  |
| Bangkok, Thái Lan                                                  | 06:39:03                             | chỉ một phần      | chỉ một phần       | 08:32:39                     | UTC+7h   | 0.52   |
| Thành phố Hồ Chí Minh, Việt Nam                                    | 06:35:05                             | chỉ một phần      | chỉ một phần       | 08:41:47                     | UTC+7    | 0.5908 |
| Nhật thực cực đại (Thái Bình Dương, kéo dài 4:09)                  | 0:02:41                              | 01:55:06          | 01:59:16           | 03:30:25                     | UTC      | 1.045  |
| Darwin, Australia                                                  | 09:07:29                             | chỉ một phần      | chỉ một phần       | 11:35:00                     | UTC+9.5h | 0.593  |
| Yap, Micronesia                                                    | 10:02:49                             | chỉ một phần      | chỉ một phần       | 13:01:48                     | UTC+10h  | 0.877  |
| Honolulu, Hawaii, Hoa Kỳ (8 tháng 3)                               | 16:36:52                             | only partial      | only partial       | 18:30:06                     | UTC-10h  | 0.702  |
| Chuyến bay 840 Alaska Air, đang bay, 695 dặm (1.118 km) bắc Hawaii |                                      | 17:35:00          | 17:37:03           |                              | UTC-10h  |        |

## Thư viện ảnh

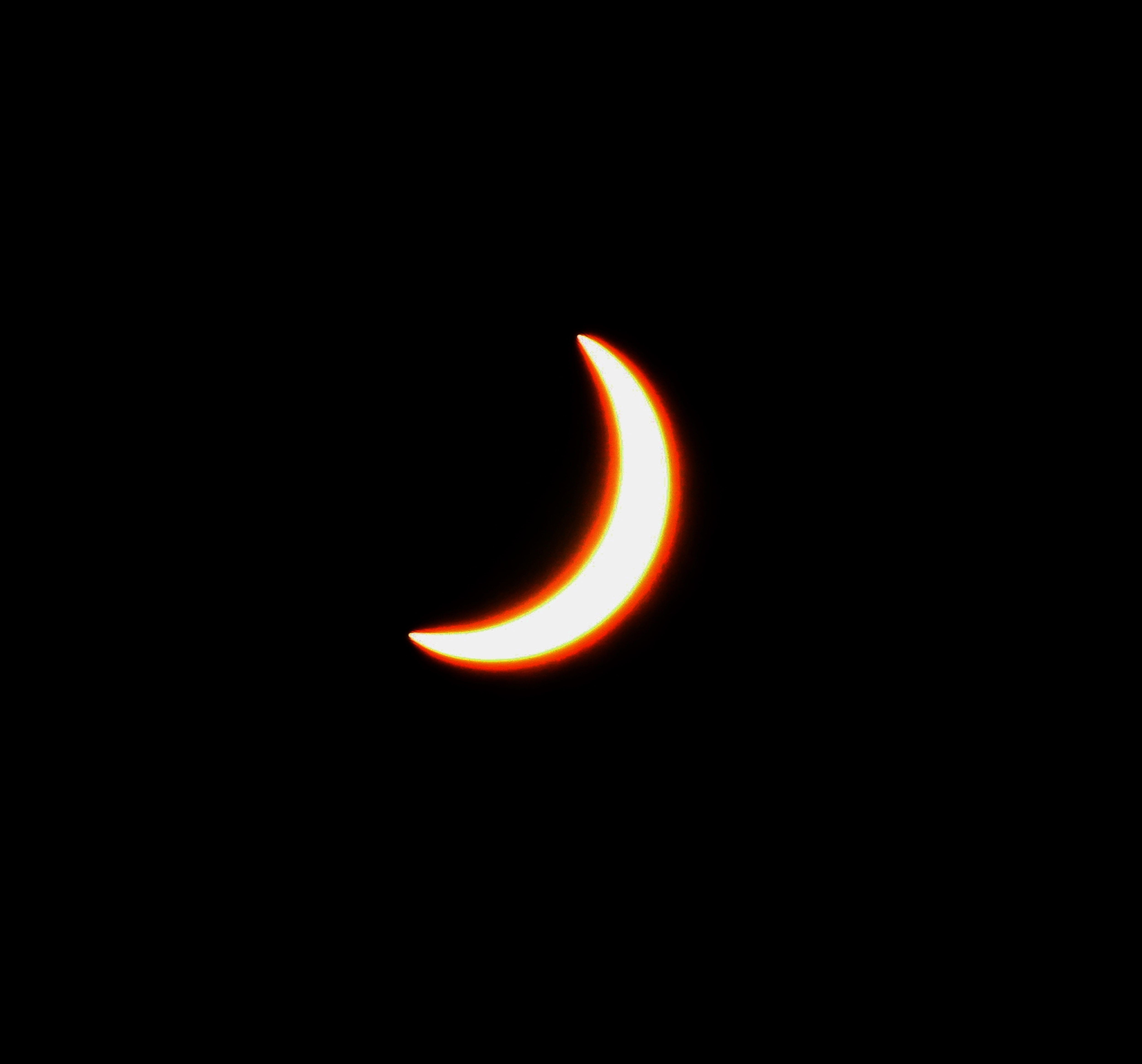
Nhật thực một phần tại Jakarta, Indonesia, 00:23:07 UTC
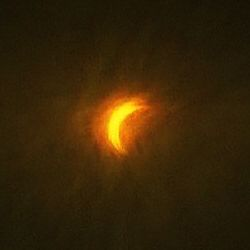
Nhật thực một phần tại Singapore, 00:23:22 UTC.
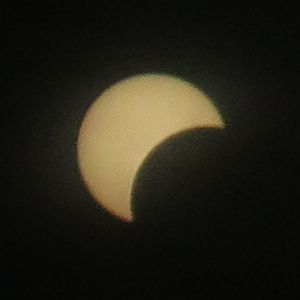
Nhật thực một phần tại Nonthaburi, Thái Lan, 00:51:54 UTC.
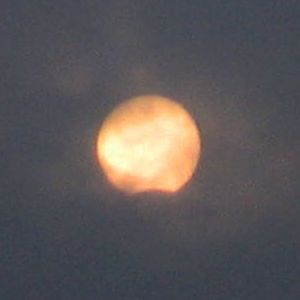
Nhật thực một phần tại Hợp Phì, Trung Quốc, 01:39:57 UTC.